# Kerlouan
Kerlouan település Franciaországban, Finistère megyében. Lakosainak száma 2028 fő (2022. január 1.). Kerlouan Saint-Frégant, Guissény, Plouider és Plounéour-Brignogan-plages községekkel határos.

## Népesség
A település népességének változása:
| Lakosok száma | 2693 | 2572 | 2406 | 2257 | 2254 | 2207 | 2119 | 2097 | 2087 | 2028 |
|               | 1968 | 1982 | 1990 | 2006 | 2013 | 2015 | 2017 | 2019 | 2020 | 2022 |